# لر بزرگ

لر بزرگ نامی است تاریخی برای مردم بختیاری، بهمئی، کهگیلویه، بویر احمدی، چرام، ممسنی و لیراوی. لرستان به معنی سکونتگاه مردم لر نام منطقه‌ای است در جنوب غربی ایران که از غرب به مناطقی از عراق، از شمال به نهاوند و هرسین، از شرق به رودخانه سزار و همچنین سده (اقلید) و از جنوب به خوزستان محدود است.در اواخر قرن ششم خورشیدی لرستان به دو قسمت لربزرگ و لرکوچک تقسیم شد. با توجه به نوع لهجه، لرها به دو گروه خاوری و باختری تقسیم می‌شوند که مرز طبیعی بین آنها رود دز یا، به عقیدهٔ لرها، رودخانهٔ سزار است. گروه خاوری شامل بختیاریها، لرهای کهگیلویه و بویر احمد، ممسنی و مناطقی نظیر خوزستان، فارس، بوشهر، هرمزگان و کرمان می‌شود. گروه باختری که در منطقهٔ وسیعی بین رود دز در شرق و مرزهای عراق در غرب به سر می‌برند، شامل لکها، لرهای لرستان، نهاوند، سیلاخور، بروجرد، تویسرکان، ملایر، ایلام و شمال خوزستان است.

## سکونتگاه لر بزرگ
استان چهارمحال و بختیاری، استان کهگیلویه و بویراحمد، شرق تا جنوب شرق استان‌های خوزستان، شرق لرستان، غرب اصفهان و شهرستان ممسنی شهرستان دیلم و گناوه استان بوشهر سکونتگاه لر بزرگ می‌باشد.

## تاریخ

گستره حکومت اتابکان لر

لرستان به معنی سکونتگاه مردم لر و به معنای گستره جغرافیایی است که مردم لر در آن سکونت دارند. گستره نام لرستان پیش از حکومت صفویان، سکونتگاه لرهای بهمئی، بویر احمدی ،لیراوی و لرهای بختیاری و لک را شامل می‌شد. اما پس از حکومت صفویان سکونتگاه لرهای بختیاری را منطقه بختیاری نام‌گذاری کردند و جغرافیای نام لرستان به حدود استان لرستان و ایلام کنونی محدود شد. این منطقه نیز در حکومت قاجاریان به دو بخش پشتکوه و پیشکوه تقسیم شد. امروزه لرستان نام یکی از استان‌های غربی ایران است. 

### هزاراسپیان
هزاراسپیان که به نام اتابکان لر بزرگ نیز شناخته می‌شود نام سلسله‌ای لرتبار است که به نواحی لرستان کنونی و بخش‌هایی از استان خوزستان و چهارمحال و بختیاری حکومت کرده‌اند. اتابکان به دو دسته اتابکان لر بزرگ و اتابکان لر کوچک تقسیم می‌شود. پایتخت اتابکان لر بزرگ در شهر ایذه (ایدج) و پایتخت اتابکان لر کوچک در شهر خرم‌آباد بود.

### تقسیمات
در نمودار زیر تقسیمات لرستان از ۳۰۰ هجری قمری تاکنون آورده شده‌است.